# Ceylalictus appendiculatus
Ceylalictus appendiculatus là một loài Hymenoptera trong họ Halictidae. Loài này được Cameron mô tả khoa học năm 1903.